# Stele von Andaval

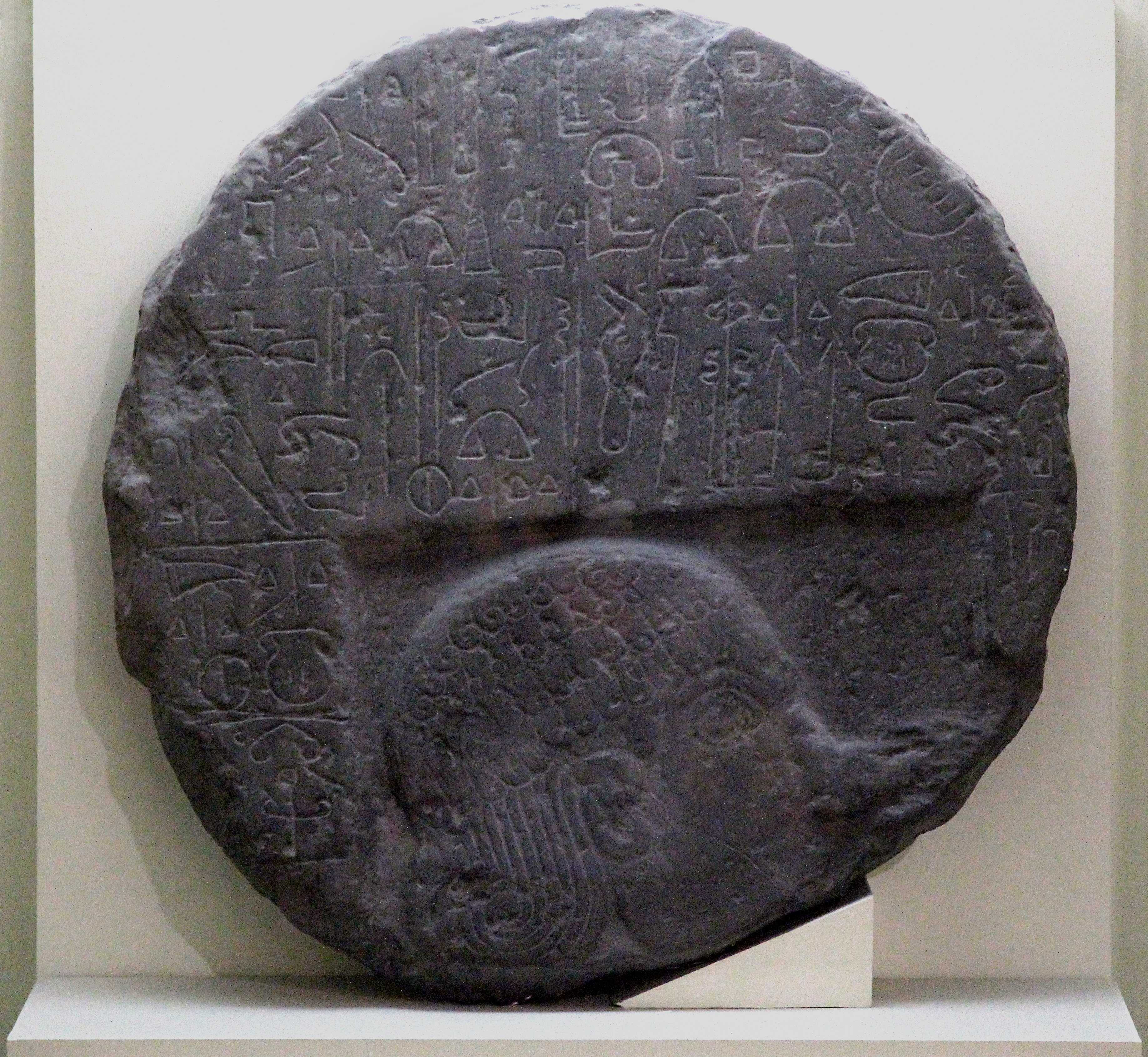
Stele von Andaval

Die Stele von Andaval ist das Fragment eines späthethitischen Monuments aus Aktaş (früher Andaval) bei Niğde in der Türkei. Sie stammt wahrscheinlich aus dem 8. Jahrhundert v. Chr.

## Beschreibung
Das Stelenfragment aus Basalt wurde am 25. Juni 1890 in der Konstantinsbasilika von Andaval, etwa zehn Kilometer nordöstlich von Niğde, verbaut gefunden. Es zeigt in einem eingetieften Feld eine wahrscheinlich stehende Person, von der nur der Kopf erhalten ist. Die Haare des im Profil abgebildeten Mannes sind als Spiralen dargestellt, im Nacken fällt der gerollte Schopf herab. Das Ohr und das frontal gezeigte Auge sind auf die flache Wangenpartie aufgesetzt. Winfried Orthmann nimmt an, dass es sich um die Darstellung des Stifters handelt.
Um den Kopf des Dargestellten ist eine Inschrift in luwischen Hieroglyphen eingraviert. Sie gibt als Errichter der Stele einen Saruwanis, Herrscher von Nahitiya an. Nahitiya wird allgemein mit dem hethitischen Nahita und dem heutigen Niğde gleichgesetzt. Nahitiya war demnach eine Stadt, die zum Königreich Tuwana in der Region Tabal gehörte. Er erwähnt weiter einen Warpalawa, bei dem es sich vermutlich um den König von Tuwana im 8. Jahrhundert v. Chr. handelt. Die Übersetzung lautet nach John David Hawkins:
I (am) [S]aru[w]anis the ruler, the lord of the city of Nahitiya.

And I [...]

And when(?) I shall bring [it] out of the plains,

I shall (summer-)pasture the horseherd here,

and (for) me it [...]

[...] and Warpalawa [...] make great [...]
Hawkins nimmt an, dass Saruwani ein Vorgänger des Warpalawa war und datiert danach die Stele ins frühe 8. Jahrhundert v. Chr. Silvia Balatti datiert das Stück nach paläographischen und ikonographischen Gesichtspunkten ins 9. bis frühe 8. Jahrhundert.
Das Stelenbruchstück ist heute im Museum für anatolische Zivilisationen in Ankara ausgestellt, im Archäologischen Museum Niğde befindet sich eine Kopie.